# Въоръжени сили на Коморските острови
Въоръжените сили на Коморските острови се състоят от Отбранителни сили, които наброяват около 500 души, 500-членна полиция и сили за сигурност. По искане на правителството Франция е разположила малък контингент, който спомага за наблюдаването на морското и въздушното пространство. Коморските въоръжени сили разполагат с общо 9 летателни апарата, всичките транспортни или наблюдателни.